# 莎樂美 (歌手)

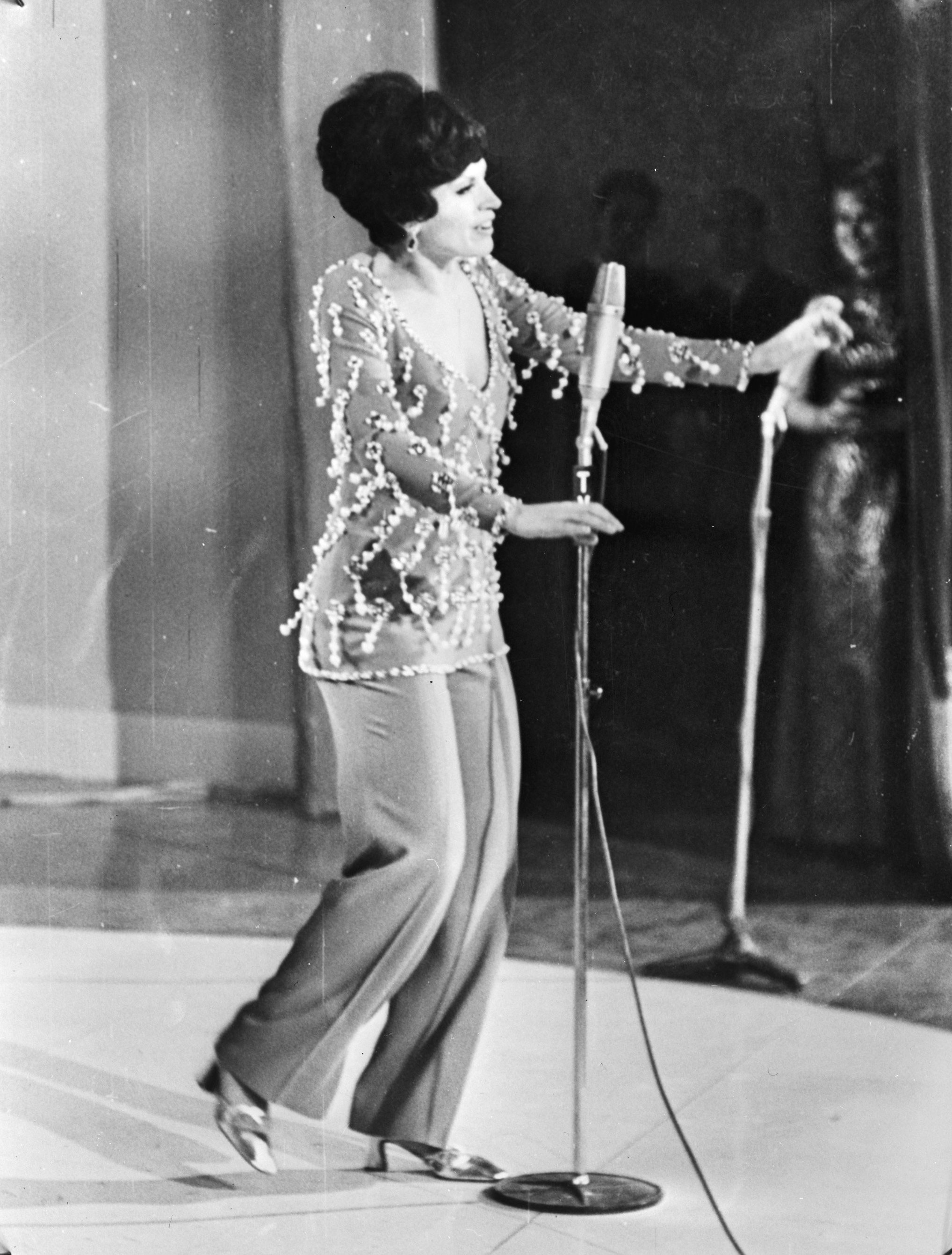

莎樂美（Salomé，加泰隆尼亞語：[səluˈme]，西班牙語：[saloˈme]，1939年6月21日—），本名瑪麗亞·羅莎·馬可·波凱（Maria Rosa Marco Poquet，加泰隆尼亞語發音：[məˈɾi.ə ˈrɔzə ˈmaɾku puˈkɛt]），出生於巴塞隆拿，是一名西班牙女歌手，亦是1969年歐洲歌唱大賽的四位優勝者之一。

## 外部連結
- Salomé在互联网电影资料库（IMDb）上的資料（英文）
- Lyrics: "Vivo Cantando" (as performed in the contest)